# 楊蕙芳
楊蕙芳（1608年3月21日—17世紀），字密庸，山西平陽府蒲州人，明朝政治人物。

## 生平
楊蕙芳曾祖嘉靖八年進士楊博，祖父嘉靖四十一年進士楊俊民，父親官生楊元褆，以《書經》中崇禎三年（1630年）山西鄉試第二十四名舉人，十年（1637年）會試中式第二百八十八名，成三甲第八十五名進士，都察院觀政，獲授淄川知縣，任本省鄉試考官，十三年（1640年）陞工部虞衡司主事，以郎中致仕家居。十七年（1644年）春天，李自成攻下蒲州，防禦使吳養德擒拿他逼使出仕，他堅持不肯，後事不詳。

## 家族
曾祖楊博，嘉靖吏部尚書特進左柱國太師謚襄毅，祀乡贤；祖楊俊臣，己卯舉人、陕西參政祀鄉賢；父楊元褆，官生。

## 引用
1. 1 2  乾隆《蒲州府志·卷十四·義行》：楊惠【蕙】芳，蒲州人，侍郎俊民孫。崇禎丁丑進士，以工部郎家居。甲申春，李自成下蒲州，其偽防禦吳養德擒惠芳，逼使仕賊，惠芳不肯從，乃止。
2. ↑  乾隆《蒲州府志·卷八·選舉上》：舉人……崇禎庚午……楊蕙芳 見進士
3. ↑  《崇禎十年丁丑科進士三代履歷》：楊蕙芳，曾祖博，嘉靖吏部尚書特進左柱國太師謚襄毅祀乡贤；祖俊臣，陕西參政祀鄉賢，己卯；父元褆，官生。密庸，書四房，戊申二月初七日生，山西蒲州籍，庚午二十四名，會二百八十八名，三甲八十五名，都察院觀政，本八月授山東淄川知縣，戊寅本省同考，庚辰陞工部虞衡司主事。
4. ↑  錢海岳《南明史·卷八十九·列傳第六十五》：時山西遺臣：……蒲州則楊蕙芳，尚書俊民孫，崇禎十年進士。工部郎中，致仕。寇至不屈。